# ダントルカストー諸島

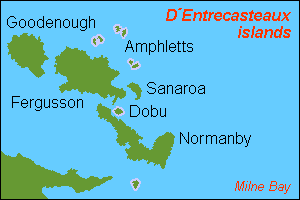
ダントルカストー諸島

ダントルカストー諸島（英: D'Entrecasteaux Islands）は、ニューギニア島東部のソロモン海にある、パプアニューギニアのミルン湾州に属する島々。
フランスの探検家アントワーヌ・ブリュニー・ダントルカストーが、エスペランス号でフランス人探検家ラ・ペルーズの捜索の為にこの付近を通ったことから名付けられた。
1873年、ジョン・モーズビー（バジリスク号）がこの島々の詳細な海図を作成し、1942年の第二次世界大戦時には連合国軍がグッドイナフ島を占領、飛行場を建設し、ラバウル攻撃の拠点とした。

## 地理
- 総陸地面積：3,100 km²

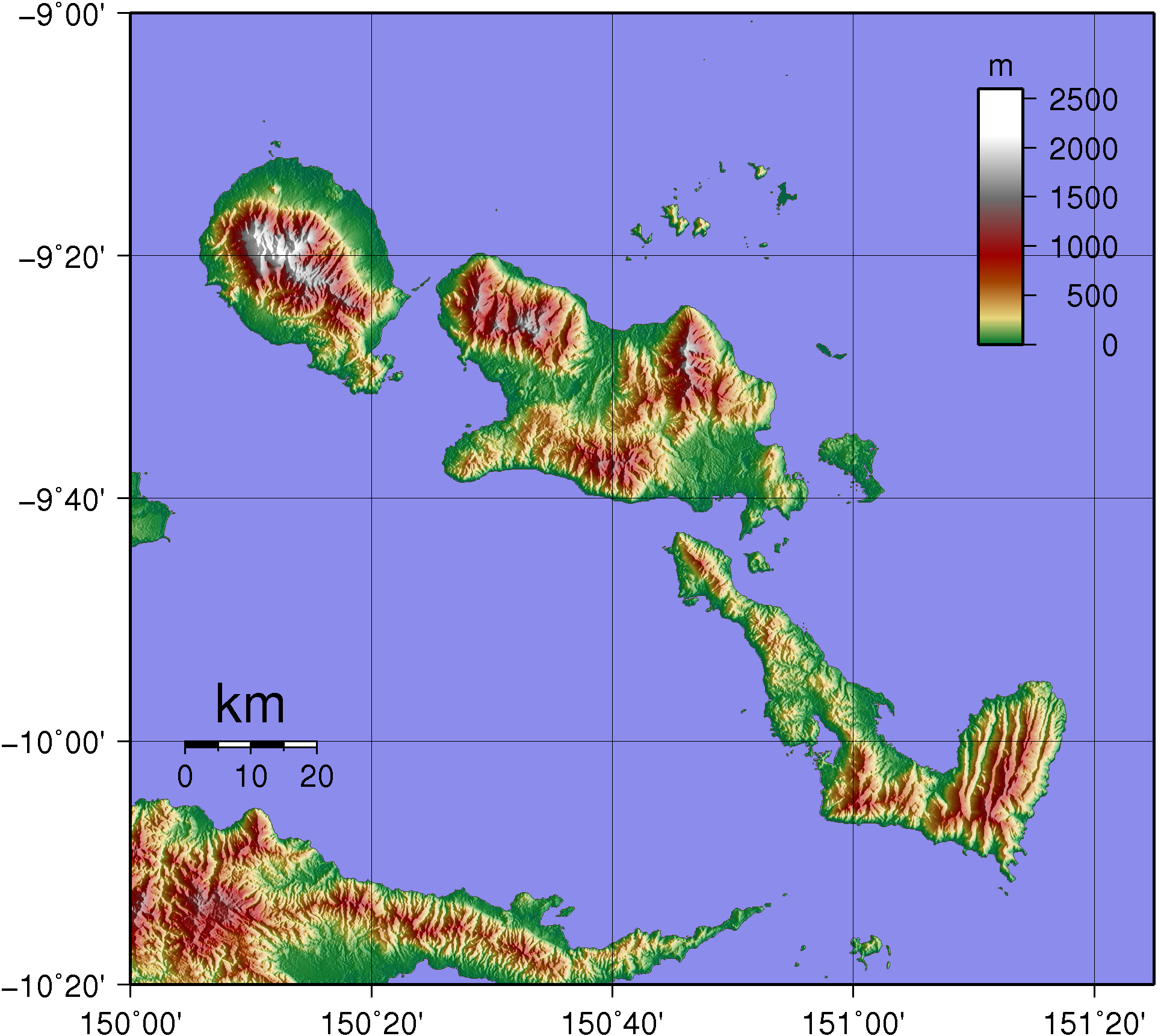
ダントルカストー諸島の地形図

- 最高地点： 2,566 m（グッドイナフ島のオイオートゥケケア山（英語版））
- 座標：9°39′S 150°42′E

### 主な島
- グッドイナフ島（英語版） (Goodenough Island) 以前はモラタ島(Morata)と呼ばれた。
- ファーガソン島（英語版） (Fergusson Island) 以前はモラタウ島(Moratau)と呼ばれた。
- ノーマンビー島 (Normanby Island) 以前はDuau島と呼ばれた。
- サナロア島（英語版） (Sanaroa Island)
- ドブ島（英語版） (Dobu Island)

## 住民

### 言語
オーストロネシア語族大洋州諸語の西大洋州諸語に分類されるドブ語、ドゥアウ語などが使用されている。